# Ctenognophos tetarte
Ctenognophos tetarte là một loài bướm đêm trong họ Geometridae.